# Route du cidre

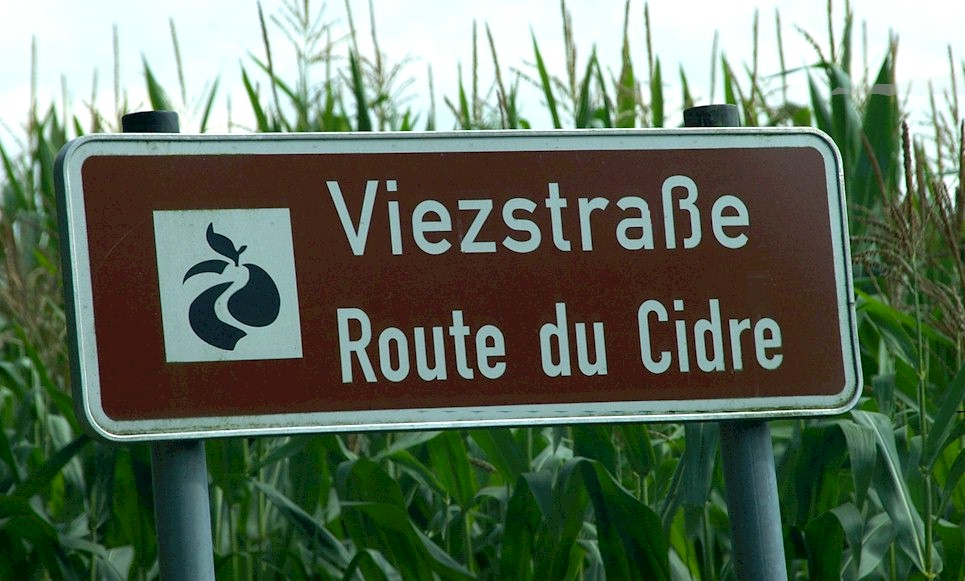

La route du cidre est un circuit de 40 km permettant de se promener dans le Pays d'Auge, dans le Calvados en France. En parcourant cette route on peut découvrir les cidres d'Auge et les autres produits AOC, et les charmes des villages qui s'y trouvent comme Beuvron-en-Auge (classé parmi les plus beaux villages de France), Cambremer, Hotot-en-Auge, etc.

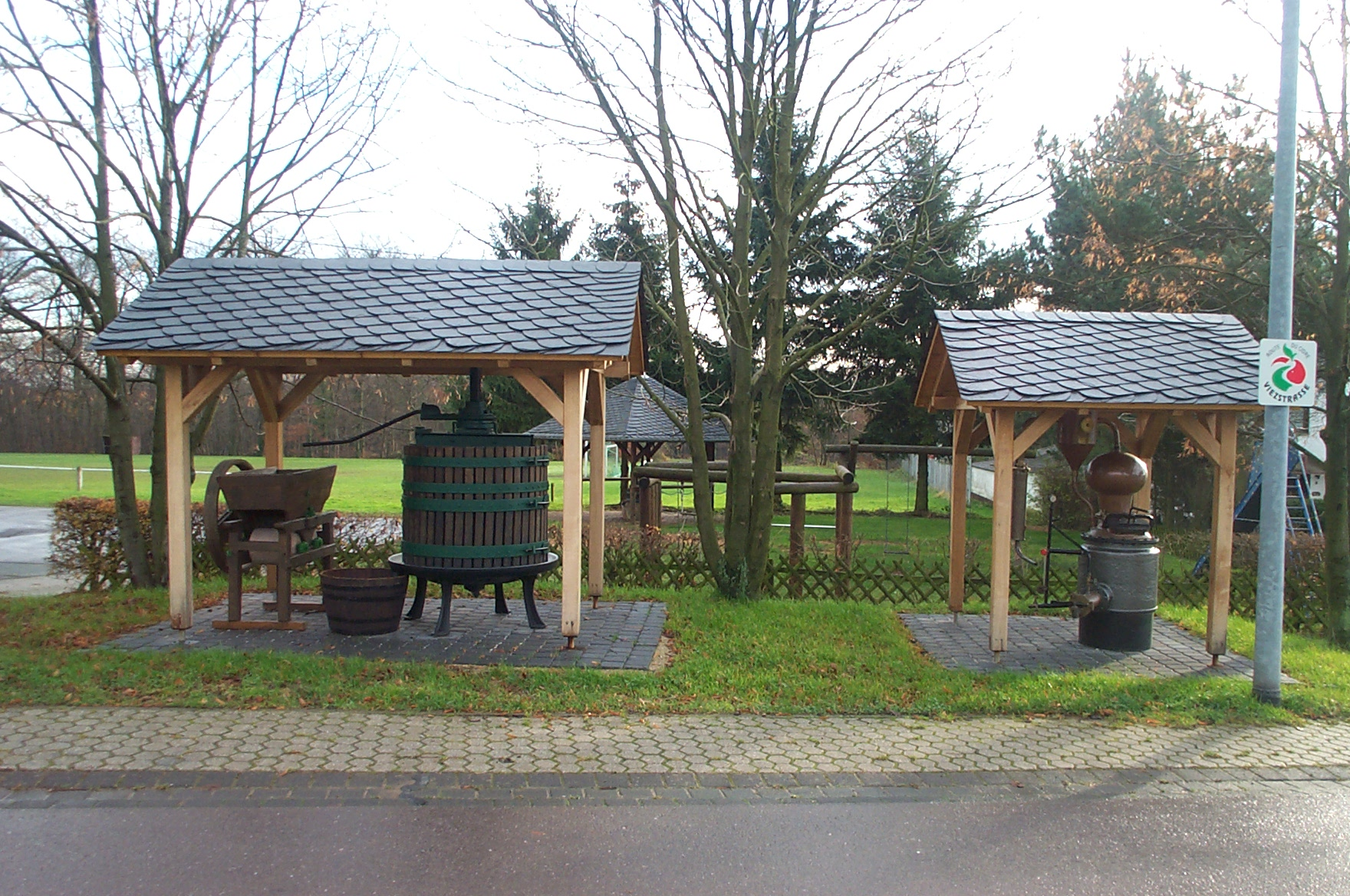
Équipement pour la production de cidre affiché à proximité de la route